# Wetlands Museum
Le Wetlands Museum est un petit musée d'histoire naturelle américain à Harpers Ferry, dans le comté de Jefferson, en Virginie-Occidentale. Situé dans l'ancienne Bank of Harpers Ferry, un bâtiment au croisement d'High Street et Shenandoah Street protégé au sein de l'Harpers Ferry National Historical Park, il est géré par le National Park Service. Il couvre le rôle des zones humides dans l'écologie de la région.